# La morte e la fanciulla (film)
La morte e la fanciulla (Death and the Maiden) è un film del 1994 diretto da Roman Polański, tratto dall'omonimo dramma teatrale di Ariel Dorfman.

## Trama
In un paese imprecisato dell'America meridionale, che potrebbe essere l'Argentina o il Cile, dopo la fine della dittatura, Paulina Escobar, moglie di Gerardo, un avvocato facente parte della commissione per le indagini sui crimini avvenuti nel paese a seguito del colpo di Stato, riconosce nel dott. Roberto Miranda la persona che in passato l'ha torturata e ripetutamente stuprata, causandole traumi da cui non è mai riuscita a riprendersi completamente.
L'uomo, giunto una sera nella loro casa, viene da lei riconosciuto dalla voce e, senza farsi vedere, Paulina ruba la sua macchina e la fa precipitare da una scogliera; rientrata a casa lo trova addormentato sul divano mentre il marito, dopo essersi ubriacato insieme a lui, è andato a letto, ormai abituato ai comportamenti insoliti della moglie. Dopo averlo colpito con il calcio della pistola, lo lega e lo imbavaglia e si fa riconoscere, trovando tra i suoi oggetti la cassetta de La morte e la fanciulla, un'opera di Franz Schubert che l'uomo era solito ascoltare mentre torturava le sue vittime.
Inutilmente il marito cerca di convincere Paulina a liberare Miranda poiché lei è decisa a "processarlo", ossia metterlo di fronte a quanto le ha fatto, tortura e violenza sessuale, e, dopo avergli raccontato ciò che ha subito, induce Gerardo a convincere l'uomo a confessare i suoi crimini di fronte ad una videocamera e, se questo non avverrà, lei lo ucciderà. L'uomo è deciso a non assecondare la donna, professando la sua innocenza mentre l'interrogatorio sembra essere rivolto anche nei confronti del marito, colpevole, secondo la donna, di essere stato con un'altra mentre lei era ufficialmente scomparsa.
Miranda, persuaso da Gerardo a confessare per avere salva la vita, inizia la sua "deposizione" registrata, non sapendo che due agenti di polizia stanno arrivando per vigilare sull'incolumità dell'avvocato ed, a causa di questo, i due sono costretti ad affrettare i tempi ma, mentre Gerardo sembra iniziare a convincersi della veridicità del racconto della moglie, Miranda riesce a liberarsi cercando di scappare ma viene bloccato e nuovamente legato. Paulina lo conduce sul bordo della scogliera ed, una volta raggiunta da Gerardo, ascolta la "vera" confessione dell'uomo, che ammette di essere stato proprio lui ad abusare di lei durante la prigionia, ma, evidentemente incapaci di ucciderlo, i due lo lasciano andare, rivedendolo tempo dopo in un teatro, insieme alla moglie ed ai due figli, durante l'esecuzione del quartetto La morte e la fanciulla di Schubert.

## Critica
( Massimo Bertarelli, Il Giornale, 7 marzo 2003.)
(FilmTv.it)
( Luigi Paini, Il Sole 24 Ore.)